# Maquirriain (Ezcabarte)
Maquirriáin (en euskera y oficialmente Makirriain) es una localidad española y un concejo de la Comunidad Foral de Navarra perteneciente al municipio de Ezcabarte. Está situado en la Merindad de Pamplona, en la Comarca de Ultzamaldea. Su población en 2014 fue de 75 habitantes (INE).

## Topónimo
El topónimo seguramente significa ‘lugar propiedad de una persona llamada Maquirri-’, y estaría formado de ese nombre propio de persona y el sufijo -ain que indica propiedad.

## Geografía física
Según se describe en la Gran Enciclopedia de Navarra el lugar está «situado en el centro del valle, al pie de uno de los montes Charracas. El término confina al E con Eusa, al O con Orrio y Cildoz y al N con Anoz.»

## Historia
Fue parte del «señorío nobiliario hasta que Eneco Sanz de Erraondo la legó (1098) al monasterio de San Salvador de Leire, excepto una heredad reservada a la catedral de Pamplona.»